# Ákom Lajos
Ákom Lajos (Margitta, 1895. március 7. – Budapest, 1967. május 18.) magyar orgonaművész, zeneszerző.

## Életpályája
A budapesti Zeneművészeti Főiskolán tanult, ahol Antalffy-Zsiross Dezső orgonaművész tanítványa volt. Miután elvégezte tanulmányai, Magyarországon és külföldön (Ausztria, Olaszország, Svájc) is sikerrel hangversenyezett. 1930-1931-ben a Nemzeti Zenede orgonaszakának tanára volt. 1921-től 1967-ben bekövetkezett haláláig a Kálvin téri református egyház karnagya és főorgonistája volt.

## Munkássága
Sikeres hangversenyei mellett említésre érdemesek orgonaszerzeményei, műdalai, kórusművei és filmzenéi. 1937 és 1942 között több film-kísérőzenét szerzett. Gyermekek számára is írt mesejátékokat. Tervei alapján készült el a pápai református templom orgonája 1949 és 1959 között.

### Filmzenéi
- Annamária (magyar játékfilm, 1943)
- Tavaszi szonáta (magyar játékfilm, 1942)
- Álomkeringő (magyar zenés vígjáték, 1942)
- Szeptember végén (magyar játékfilm, 1942)
- Az utolsó dal (magyar játékfilm, 1941)
- Lesz, ami lesz(magyar vígjáték, 1941)
- Életre ítéltek! (magyar filmdráma, 1941)
- Csákó és kalap (magyar romantikus vígjáték, 1941)
- Sárga rózsa (magyar filmdráma, 1940)
- Göre Gábor visszatér (magyar játékfilm, 1940)
- Beáta és az ördög (magyar romantikus film, 1940)
- A leányvári boszorkány (magyar vígjáték, 1938)
- Fekete gyémántok (magyar filmdráma, 1938)
- Két fogoly (magyar játékfilm, 1937)

## Emlékezete
2017. április 30-án, halálának 50. évfordulóján, a margittai református egyház ünnepséget rendezett, amelynek keretében leleplezték emléktábláját.